# Лоуренс Ендрісен
Лоуренс Ендрісен (англ. Lawrence Andreasen, 13 листопада 1945 — 26 жовтня 1990) — американський стрибун у воду.
Бронзовий медаліст Олімпійських Ігор 1964 року.